# Iren
Iren S.p.A. è una società per azioni italiana, operante quale multiservizi, in particolare nella produzione e distribuzione di energia elettrica, nella distribuzione di gas, nei servizi di teleriscaldamento (di cui è il maggior operatore italiano), nella gestione dei servizi idrici integrati, dei servizi ambientali e tecnologici.
IREN è nata il 1º luglio 2010  dalla fusione tra IRIDE, la società che nel 2006 aveva riunito AEM Torino e AMGA Genova, ed ENÌA, l'azienda nata nel 2005 dall'unione tra AGAC Reggio Emilia, AMPS Parma e Tesa Piacenza.
La società è quotata presso la Borsa valori di Milano nell'indice FTSE Italia Mid Cap e figura tra le 25 maggiori aziende italiane per fatturato, servendo un bacino di circa 2 milioni di clienti nel settore energetico, 2,8 milioni di abitanti nel ciclo idrico integrato e oltre 3,1 milioni di abitanti nel ciclo ambientale.

## Storia

### Da AEM Torino e AMGA a Iride
A seguito di un accordo intercorso tra le Amministrazioni Comunali di Torino e Genova, il 31 ottobre 2006 AMGA viene incorporata in AEM Torino che contestualmente ha assunto la denominazione di Iride S.p.A.

#### AEM di Parma
La società nacque nel 1905 a Parma, in seguito a un referendum cittadino.
Prende il nome di Azienda Energetica Municipale (AEM).

#### AEM Torino
Nel 1907, nacque l'Azienda Elettrica Municipale di Torino (AEM Torino) che fin dall'inizio avviò la realizzazione di centrali elettriche, prima fra tutte una centrale termoelettrica destinata all'approvvigionamento del primo cliente, la Michelin.
Successivamente la società s'impegnò nella realizzazione di numerose centrali idroelettriche, a partire da quella di Salbertrand-Chiomonte, operativa nel 1910, a cui ne seguirono altre otto fino all'ultima, quella di San Lorenzo-Rosone, che divenne operativa nel 1999.
Stante la sempre maggiore richiesta di energia dell'area torinese, dovuta anche alla progressiva espansione dell'apparato industriale, nel 1953 entrarono in funzione una centrale termoelettrica a Moncalieri (ampliata poi nel 1966 e nel 1975) e un altro impianto idroelettrico alla confluenza del Po e della Stura di Lanzo, nel territorio di San Mauro Torinese.
È del 1982 l'ingresso della società nel settore della cogenerazione e del teleriscaldamento, con la realizzazione del primo impianto nel quartiere Vallette, cui seguirono nel 1988 quello del quartiere Mirafiori Nord e nel 1994 quello di Torino Sud, che nel 2013 forniscono il teleriscaldamento a oltre il 55% delle abitazioni torinesi .
Questo ampliamento dell'attività venne sottolineato anche dalla variazione della denominazione in Azienda Energetica Municipale.
Nell'aprile del 2001 l'Aem entrò nel capitale di Noicom, una società costituita nel 1999 dal fondo di venture capital Kiwi, Cofide, Lusemar Finanziaria, Tecno Holding, Iniziativa Piemonte, Franco-Italienne de Communication, Camera di Commercio di Torino e Ligurcapital con il nome Piedcom, che inizia a operare nel maggio 2000 come operatore di telecomunicazioni nel Nord-Ovest d'Italia (Piemonte, Liguria e Valle d'Aosta).
Nel 2004 Aem decise di uscire dal capitale e vendere la NOICOM al gruppo Eutelia.
L'attività si estende inoltre alla gestione degli impianti di illuminazione pubblica, agli impianti semaforici e agli impianti elettrici e termici degli edifici comunali.
Trasformata in società per azioni nel 1997 con la denominazione Azienda Energetica Metropolitana Torino S.p.A., la società approda alla quotazione in Borsa nel 2000.

#### AMGA
L'Azienda Municipale del Gas nacque a Genova nel 1922 con la sola attività di distribuzione del gas.
Era stata costituita dal Comune di Genova per rilevare, alla scadenza della concessione, l'attività gestita sin dal 1857 dalla parigina Union des Gaz.
Nel 1936 l'azienda prenderà il nome Azienda Municipalizzata Gas e Acqua.
L'AMGA entrò nel settore dell'acqua nel 1937, quando acquisì la gestione di alcuni acquedotti locali.
Tra gli anni sessanta e gli anni settanta la società completò la metanizzazione dell'intera area di Genova, mentre nei due decenni successivi estese la propria attività anche a diversi comuni dell'hinterland.
Trasformata in società per azioni nel 1995, nello stesso anno acquisì i servizi di depurazione e fognature e nel 1996 venne quotata in Borsa.
Nel 2000 l'attività relativa all'acqua venne scorporata in una nuova società chiamata Genova Acque S.p.A. che, nel 2006, venne incorporata nell'Acquedotto Nicolay S.p.A. assieme all'Acquedotto De Ferrari Galliera S.p.A., per formare l'allora Mediterranea delle Acque S.p.A.

### Da Iride ed Enìa a Iren
Il 16 ottobre 2008 è stata annunciata la fusione di Iride con Enìa, che è entrata in vigore dal 1º luglio 2010, mediante incorporazione di Enìa in Iride, con un concambio di 4,2 azioni Iride ogni azione Enìa.
Con la fusione di Enìa in Iride, il 1º luglio 2010, quest'ultima ha cambiato ragione sociale in Iren S.p.A. spostando la sede legale da Torino a Reggio nell'Emilia.

#### Enìa
Enìa nacque nel marzo 2005 dalla fusione delle aziende municipalizzate operanti nelle Province di Parma (AMPS), Piacenza (TESA) e Reggio nell'Emilia (AGAC).

### Iren S.p.A.

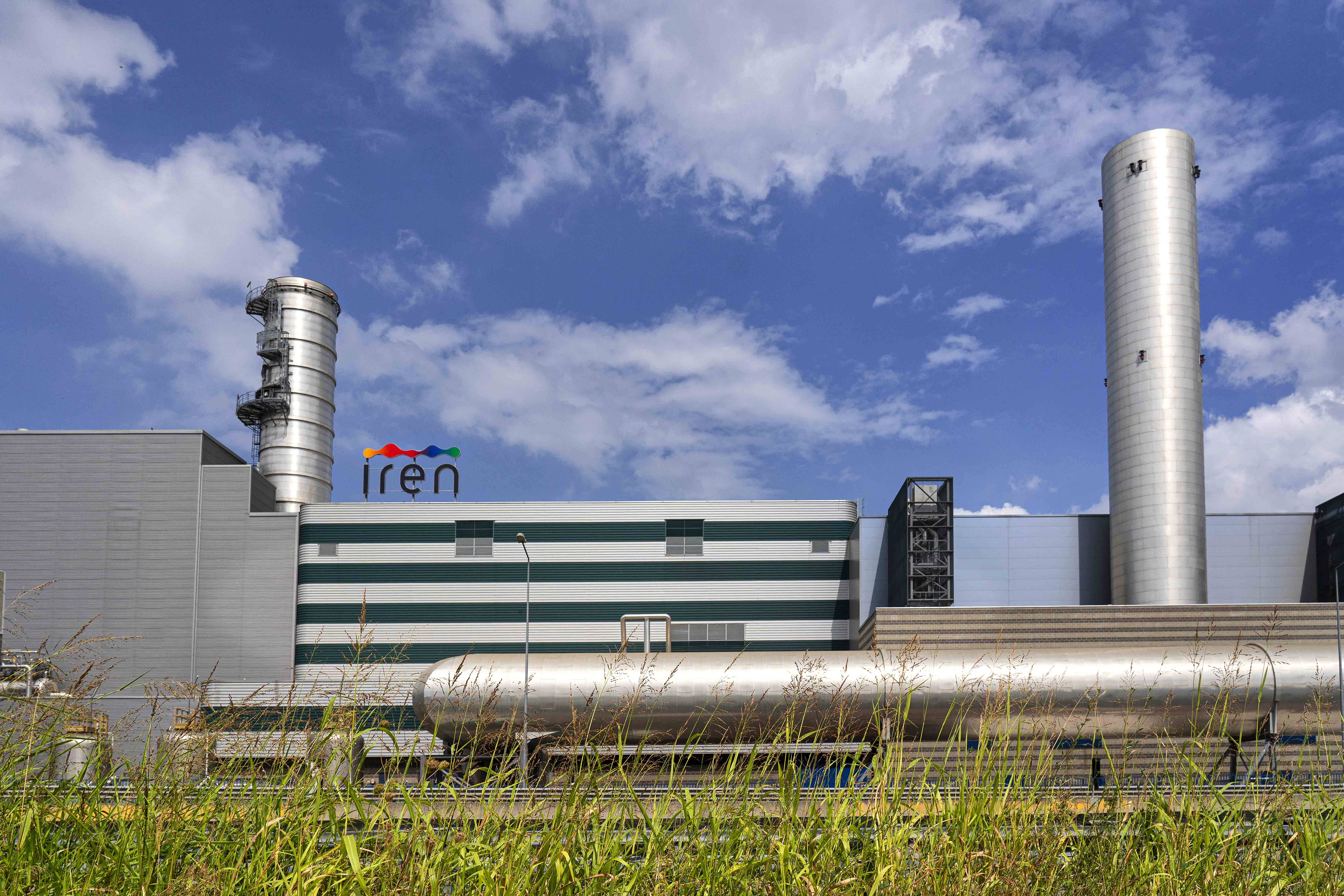
L'impianto di cogenerazione Torino Nord del Gruppo Iren

Nel dicembre del 2014 il Gruppo Iren acquisisce Amiat (Azienda Multiservizi Igiene Ambientale), la società deputata ai servizi ambientali per il Comune di Torino.
L'acquisizione avviene tramite la controllata Iren Ambiente, esercitando il diritto di prelazione per l'acquisto del 31% del capitale di Amiat offerto da FCT Holding Srl, pagando un corrispettivo di circa 21 milioni di Euro.
A gennaio 2016 la società costituisce la controllata IRETI, per esercitare una gestione integrata sul territorio nazionale per la distribuzione di energia elettrica, gas e servizi idrici.
In un contesto normativo favorevole alle aggregazioni per società di servizi  il gruppo continua poi a crescere per acquisizioni, con l'ingresso di TRM S.p.A., la società che gestisce il termovalorizzatore di Torino connesso alla rete del teleriscaldamento cittadino, e ATENA SpA, la società che gestisce i servizi municipalizzati sul territorio di Vercelli, entrambe nel gennaio del 2016 per una quota di circa 100 milioni di Euro per singola operazione. Nell'aprile del 2018 viene perfezionata l'acquisizione di Acam LaSpezia, multiutility operante nell'omonimo territorio cittadino, per circa 60 milioni di Euro, mentre nell'ottobre dello stesso anno quella di San Germano S.r.l., società di raccolta e trasporto rifiuti nelle regioni Piemonte, Sardegna, Lombardia ed Emilia-Romagna.
A giugno 2019 infine Iren acquisisce la società Unieco Ambiente, attiva nel settore della filiera dei rifiuti in Piemonte, Emilia-Romagna, Marche, Toscana e Puglia.
Nel 2017 l'azienda fa il suo ingresso nel mondo della finanza sostenibile, attraverso l'emissione del suo primo Green Bond , a cui hanno fatto seguito altre quattro emissioni fino all'ultima, nel 2021.
Dal 2018 Iren è attiva nel settore del venture capital attraverso il suo programma IrenUp, con il quale affianca nel percorso di crescita startup Italiane a più alto potenziale in ambito tecnologie pulite, energie rinnovabili ed economia circolare.
La progressiva crescita sul territorio nazionale è accompagnata da un nuovo posizionamento dell'azienda, corredato da un nuovo logo e immagine aziendale, presentati in occasione del primo decennale del Gruppo.
Nel 2021 l'azienda presenta il suo primo piano industriale con visione a 10 anni , mettendo a sistema circa 13 miliardi di Euro di investimenti nei territori di competenza, suddivisi negli ambiti della sostenibilità e nella qualità del servizio.
Nel gennaio 2022, Iren sottoscrive un accordo vincolante per l'acquisizione dell'intero capitale di Puglia Holding, proprietaria del più grande parco fotovoltaico realizzato in Italia, con una produzione complessiva di energia elettrica pari a 180 GWh annui.
Nel mese di luglio, l'azienda annuncia anche la nascita di Iren Green Generation, società interamente dedicata allo sviluppo degli asset rinnovabili.
Ad agosto 2024 Iren acquisisce il 50% del capitale sociale di Egea Holding, società multiservizi con sede ad Alba, per un valore complessivo di 85 milioni di Euro, consolidando la sua posizione di leader nei servizi idrici, ambientali, di distribuzione energia e gas, in particolare sul territorio piemontese.

## Attività
Attraverso le società del Gruppo, Iren si occupa di produzione di energia elettrica e termica, distribuzione e commercializzazione di energia, gas e GPL, teleriscaldamento, servizio idrico integrato, servizi ambientali e servizi tecnologici ed energetici per pubbliche amministrazioni, imprese e cittadini.

### Produzione di energia elettrica e termica
L'energia prodotta dal Gruppo Iren arriva principalmente da impianti idroelettrici e fotovoltaici che utilizzano fonti rinnovabili e da impianti termoelettrici in cogenerazione a ciclo combinato. Gli impianti idroelettrici sono dislocati in Piemonte - a Torino,  nelle Valli Orco e in Val di Susa - e in Campania, dove è presente il nucleo di Tusciano. Gli impianti di cogenerazione si trovano, invece, a Torino (Centrale di Moncalieri e Torino Nord),  Genova (Centrale Sampierdarena) e Reggio Emilia (Centrale Polo Energetico).

### Mercato
Il Gruppo è attivo anche nella commercializzazione di energia elettrica, gas, calore per il teleriscaldamento, servizi e prodotti per l’efficienza energetica. È presente su tutto il territorio nazionale, con una maggiore concentrazione nell’area centro nord della penisola.

### Distribuzione gas
Con una rete di 8.157 km, Iren distribuisce gas naturale e GPL a 741.536 cittadini di Liguria, Emilia-Romagna e Piemonte. I servizi connessi alla distribuzione e alla vendita di GPL si concentrano, in particolare, nella provincia di Reggio Emilia e in quella di Genova, fornite, rispettivamente, di 21 e 7 centrali di stoccaggio, ubicate nelle località non ancora raggiunte dalla rete del gas naturale.

### Distribuzione energia elettrica
L'azienda è attiva anche nella distribuzione di energia elettrica. A Torino e a Parma il servizio è erogato dalla società Ireti, mentre a Vercelli è affidato ad ASM Vercelli.

### Teleriscaldamento
Attraverso centrali di cogenerazione e reti di trasporto proprie, il Gruppo fornisce, inoltre, il servizio di teleriscaldamento a Torino – la cui rete è la più estesa a livello nazionale - Nichelino, Moncalieri, Beinasco, Collegno, Grugliasco, Rivoli, Reggio Emilia, Parma, Piacenza e Genova.

### Servizio idrico integrato
Il servizio idrico integrato – che comprende l’approvvigionamento e la distribuzione di acqua potabile, la gestione delle reti fognarie e l’attività di depurazione delle acque – è gestito, invece, nelle province di La Spezia, Genova, Imperia, Savona, Parma, Piacenza, Reggio Emilia, Asti, Vercelli e Mantova.

### Servizi ambientali
L'azienda si occupa anche dei servizi di igiene ambientale – che includono la raccolta, il trattamento, il recupero e lo smaltimento dei rifiuti, ma anche le attività di pulizia e decoro dei diversi ambienti urbani - nelle province di Piacenza, Parma, Reggio Emilia, La Spezia, Vercelli e nella città di Torino.
Attraverso le proprie controllate, il Gruppo fornisce il servizio di raccolta anche in diverse aree di Piemonte, Lombardia, Toscana e Sardegna.              
Le operazioni si concentrano all’interno di poli integrati, che riuniscono la maggior parte degli impianti di stoccaggio, selezione, trattamento e valorizzazione dei rifiuti gestiti da Iren Ambienti nell’area centro nord della penisola.

### Servizi di efficienza energetica
Tramite la società Iren Smart Solutions, il Gruppo offre soluzioni integrate per l’efficienza energetica rivolte a Imprese e Terziario, Condomini, Pubblica Amministrazione ed enti no profit e assistenziali, occupandosi della gestione di tutte le fasi relative agli interventi di riqualificazione: dall'isolamento alla coibentazione, dalla sostituzione dei serramenti ai servizi tecnologici innovativi, compreso l'efficientamento delle centrali termiche e di condizionamento.

## Consiglio di amministrazione
Il Consiglio di Amministrazione del Gruppo Iren in carica per gli esercizi 2022-2023-2024 risulta così composto:
- Luca Dal Fabbro - Presidente Esecutivo[70]
- Moris Ferretti - Vice Presidente[71]
- Francesca Culasso, Pietro Paolo Giampellegrini, Enrica Maria Ghia, Merlino Tiziana (dimessasi per motivi personali il 30 agosto 2024)[30], Francesca Grasselli, Cristiano Lavaggi, Giacomo Malmesi, Giuliana Mattiazzo, Gianluca Micconi, Patrizia Paglia, Cristina Repetto, Licia Soncini - Consiglieri non esecutivi[71][72]

Il 27 giugno 2024, l'assemblea dei soci, oltre ad approvare il bilancio 2023, nomina consigliera Paola Girdinio, in sostituzione dell'ex amministratore delegato Paolo Signorini, licenziato per giusta causa oggettiva in seguito alle misure cautelari e le indagini della Procura della Repubblica di Genova.
Il 10 settembre 2024, viene cooptato in Consiglio di amministrazione Gianluca Bufo che assume gli incarichi di amministratore delegato e direttore generale esecutivo.

## Dati finanziari
| Anno                  | 2010  | 2011  | 2012  | 2013  | 2014  | 2015  | 2016  | 2017  | 2018  | 2019  | 2020  | 2021  | 2022   | 2023   | 2024   |
| Totale ricavi         | 3.391 | 3.521 | 4.328 | 3.373 | 2.902 | 3.094 | 3.283 | 3.697 | 4.041 | 4.275 | 3.725 | 4.956 | 7.863  | 6.490  | 6.043  |
| EBITDA                | 602   | 592   | 630   | 652   | 623   | 678   | 814   | 820   | 967   | 917   | 927   | 1.016 | 1.055  | 1.197  | 1.274  |
| Utile netto di Gruppo | 177   | (111) | 153   | 89    | 69    | 118   | 174   | 238   | 242   | 236   | 235   | 333   | 270    | 282    | 304    |
| Totale attivo         | 4.342 | 4.497 | 4.509 | 4.202 | 4.279 | 4.231 | 4.745 | 4.871 | 5.015 | 5.357 | 5.712 | 5.856 | 6.537  | 7.173  | 7.426  |
| Dipendenti (n.)       | 4.752 | 4.622 | 4.567 | 4.536 | 4.524 | 6.132 | 6.226 | 6.285 | 7.042 | 8.102 | 8.680 | 9.055 | 10.583 | 11.004 | 11.300 |

## Principali partecipazioni

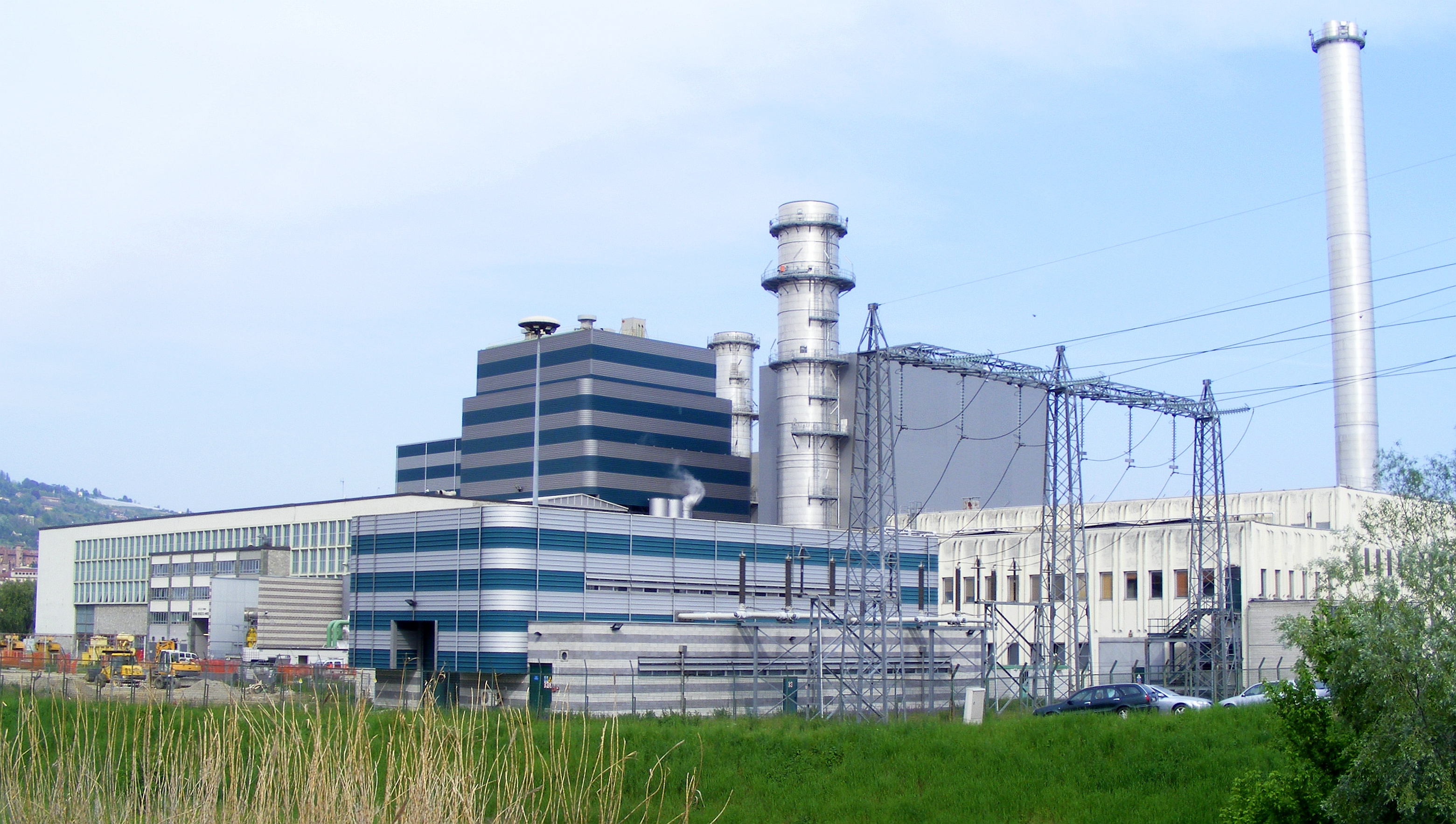
La centrale di cogenerazione di Moncalieri (Iren Energia)

Le partecipazioni di Iren sono valutate nel bilancio al 31 dicembre 2022 per un valore pari a 2,564 miliardi di euro.

### Iren Ambiente
- ACAM Ambiente
- AMIAT V 
  - AMIAT
- Bonifiche Servizi Ambientali
- Bonifica Autocisterne
- I.Blu
- Iren Ambiente Parma
- Iren Ambiente Piacenza
- Iren Ambiente Toscana 
  - Futura
  - Scarlino Energia
  - SEI Toscana 
    - Ekovision
    - Valdisieve

  - Valdarno Ambiente 
    - CRCM
    - TB
- Manduriambiente
- ReCos
- Rigenera Materiali
- San Germano
- Territorio e Risorse
- TRM
- Uniproject

### Iren Mercato
- Alegas[75][76]
- Salerno Energia Vendite

### Iren Energia
- Asti Energia e Calore
- Dogliani Energia
- Iren Smart Solutions 
  - Alfa Solutions 
    - Lab 231
- Maira 
  - Formaira
- Iren Green Generation
  - Iren Green Generation Tech
  - Limes 1
  - Limes 2
  - Mara Solar
  - Omnia Power
  - Palo Energia
  - Piano Energia
  - Solleone Energia
  - Traversa Energia
- Valle Dora Energia

### IRETI
IRETI è la società del gruppo Iren che gestisce in modo integrato e capillare sul territorio nazionale la distribuzione di energia elettrica, gas e acqua. Dal 1º gennaio 2016 sono confluite in IRETI le attività prima di competenza delle società Iren Emilia, AEM Torino Distribuzione, Genova Reti Gas, Iren Acqua Gas, Acquedotto di Savona, Eniatel e Aga.
- ACAM Acque
- ASM Vercelli
- Consorzio GPO
- Iren Laboratori
- Iren Acqua 
  - Iren Acqua Tigullio
- IRETI Gas
- Minerva 
  - ATENA Trading
- Nord Ovest Servizi
- Società dell'Acqua Potabile (SAP)

## Principali azionisti
- FSU (Finanziaria Sviluppo Utilities) comune di Genova- 18,851%
- FCTH (Finanziaria Città di Torino Holding) comune di Torino - 13,803%
- Comune di Reggio Emilia - 6,423%
- Metro Holding Torino Srl - 5,371%
- Comuni della Provincia di Reggio Emilia - 5,17%
- Compagnia di San Paolo - 3,848%
- Comune di Parma - 3,163%
  - Parma Infrastrutture S.p.A.[78] - 1,554%
  - S.T.T. Holding[78] - 1,179%
  - Partecipazione diretta del Comune di Parma - 0,43%
- Comune di La Spezia e Provincia della Spezia - 1,5%
- Comune di Piacenza - 1,37%
- Altri comuni - 0,04%
- Azioni proprie - 1,37%
- Altri azionisti - 41,96%

Dati aggiornati al 4 aprile 2025.